# The Plague (Gerhard)
The Plague (La Pesta) és una cantata per a narrador, cor i orquestra del compositor català Robert Gerhard inspirada en la novel·la d'Albert Camus. L'obra es va estrenar l'1 d'abril de 1964 al Royal Festival Hall (Londres) dirigida per Antal Dorati i interpretada per l'Orquestra i el Cor de la BBC i amb Stephen Murray com a narrador.

## Història

Robert Gerhard

Robert Gerhard va ser durant molts anys un gran admirador de Camus, ell mateix afirmava que s’hi sentia "en plena sintonia". A principis dels anys 1950, Gerhard començà a escriure una òpera sobre la novel·la L’Estrany. Preparà el seu propi llibret amb l’aprovació de Camus, però hagué d’abandonar el projecte en no trobar patrocini ni temps per dedicar-hi fora dels encàrrecs emparaulats. Tanmateix, el 1954 la BBC li va encarregar una obra per acompanyar l’adaptació radiofònica de L’Estrany. El 1961, també va escriure una partitura per a cinta magnètica destinada a una producció de ràdio de Calígula, l’obra teatral de Camus.
L'escriptor va morir el 1960, i el 1962 la BBC, per suggeriment i negociació amb William Glock i Antal Dorati (amic de Gerhard i director de l’Orquestra Simfònica de la BBC), encarregà a Gerhard la composició de la cantata La Pesta. De fet, Gerhard havia cultivat el desig de compondre una cantata sobre La Pesta des de principis dels anys 1950 però després de la renúncia que havia hagut de fer amb L’Estrany havia aparcat el projecte fins a trobar un encàrrec ferm per a finançar la cantata.
Segons declaracions del mateix Gerhard, la redacció del llibret va ser la tasca més àrdua de tot el projecte. Es basà en la traducció a l'anglès de Stuart Gilbert "tenint en compte les variants prosòdiques necessàries en la línia vocal (com el poema de Baudelaire utilitzat per Alban Berg)", és a dir, projectant simultàniament una versió de la cantata amb la llengua original de la novel·la. Calia trobar un format que preservés la fredor clínica i cristal·lina amb què Camus relatava els estralls de la pesta a la ciutat d'Oran i acompanyés, al mateix temps, la riquesa al·legòrica i simbòlica inherent a l'obra.
| «                | La Pesta és una faula i, com en totes les faules, els animals substitueixen a l’home. Això no és un conte de rates, sinó d’homes. És un conte del nostre temps. Però no pot ser un conte amb un final victoriós, sinó com una derrota eterna. | » |
| — Robert Gerhard | |   |

Des del primer moment Gerhard desestimà la presència de solistes i basà l'estructura del llibret amb una idea: no podia haver-hi més de dos protagonistes de la història, el que relata (narrador) i la gent afectada per la pesta (cor). Tanmateix, aquesta idea no va materialitzar-se fins que el compositor s'adonà que els diversos personatges de la novel·la no eren més que diferents cares del mateix narrador. De fet, a la carta que Gerhard envià el 1962 a Janine Camus demanant permís per utilitzar alguns fragments de l'obra del seu marit difunt, s'evidencia l'evolució del projecte ja que aleshores esmenta dos figures narratives, el narrador (Rieux) i l'orador [el capellà] (Paneloux). A més, hi diu que la seva intenció és enregistrar les parts parlades i reproduir-les en escena utilitzant altaveus, utilitzant, per altra banda, la gravació com a material fix i definitiu per adaptar meticulosament la música orquestral acompanyant respectant la velocitat, dinàmica i la coordinació cronològica i expressiva entre text i música. Aquesta parametrització de les inflexions de la veu narrativa finalment no es dugué a terme però correspon al tipus de treball que Gerhard feu per a l'adaptació radiofònica del poema Lament for the Death of a Bullfighter de Federico García Lorca, també com a encàrrec de la BBC. Finalment però, Gerhard optà per destacar la naturalitat del discurs oral de la crònica de Camus a través d'una altra tècnica desenvolupada al llarg de la seva experiència com a compositor de música incidental per a la BBC: el melodrama.
| «                | Vaig decidir que el paper del narrador hauria de ser parlat durant tota l'obra de manera que pogués reflectir tan fidelment com fós possible l'estil objectiu i nu d'emotivitat amb què la història s'explica al llibre. El discurs recolzat per la música - melodrama, per a parlar amb propietat- està passat de moda als nostres dies. Tot i així, estic convençut que el melodrama és una eina legítima quan el caràcter intrínsec del text ho exigeix. Tan sols no pot ser usat «melodramàticament»: aquest és per a mi el punt clau. | » |
| — Robert Gerhard | |   |

Un cop enllestit el llibret, i aprovat per Janine Camus, Gerhard va escriure la partitura de La Pesta en només sis mesos i l'acabà el gener del 1964.
La Pesta pertany a l’última etapa compositiva de Robert Gerhard. En aquesta època, el compositor ja havia abandonat el tematicisme com a tal, amb el fi d’explorar, fins a les seves últimes conseqüències i des d’una base estructural diferent, el ritme, la textura i la sonoritat. De fet, La Pesta és també l’última obra de Gerhard que utilitza la veu, tant cantada com parlada. És considerada com l’obra més rica, pel que fa a sonoritats i textures, de totes les últimes produccions de Gerhard.

## Anàlisi de l'obra
La Pesta no és una cantata en el sentit estrictament genèric sinó un melodrama, degut al paper principal que Gerhard atorga a la veu parlada. Aquest és un gènere bastament experimentat per diversos compositors però del qual n’han resultat poques obres significatives en el repertori general.

### Sinopsi

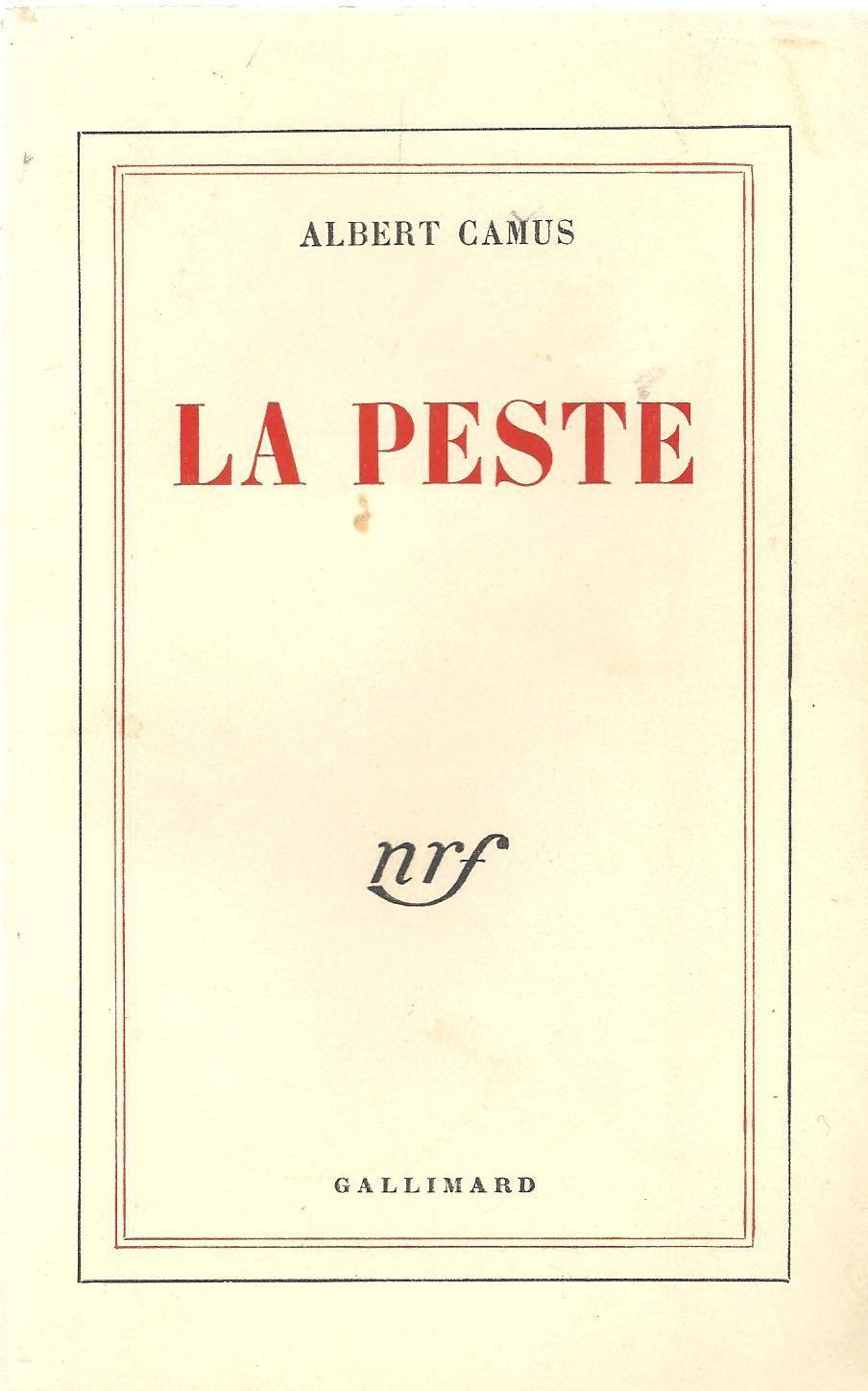
Portada de la primera edició de La Pesta d'Albert Camus

L'argument de la novel·la presenta la ciutat d'Oran als anys quaranta quan, bruscament, fou presa per una invasió de rates nauseabundes que transmeten la pesta a la població. El Consell de Salut es veu obligat a prendre mesures i a tancar les portes de la ciutat per a evitar l'expansió de l'epidèmia més enllà de les seves fronteres. La població lluita contra la pesta, hi ha un munt de morts, sofriment i agonia fins que, finalment, tan bruscament com aparegué, la malaltia és exterminada, però no existeix la certesa que no torni a aparèixer en aquesta ciutat o en qualsevol altra.
El text del llibret complet està publicat en anglès, francès i castellà i en català.

### Estructura
A l'hora d'adaptar el text, Gerhard va reduir la novel·la als punts estrictament essencials per adaptar-se a la durada d'una obra de concert. Els capítols escollits són els següents: 
1. Oran
2. L'esclat de la malaltia
3. L’impacte en la població
4. El comitè de salut
5. El tancament de les portes de la ciutat
6. La mort de la nena
7. Els funerals
8. L’agonia del nen 
9. Final brusc de l'epidèmia 
10. Epíleg
A més, aquests episodis són presentats en una alternança i barreja contínua de paisatges corals i narratius, enllaçats i enmarcats dins l'estructura general per l'orquestra.

### Instrumentació
"La Pesta" és una obra per a cor, orquestra i narrador.
Gerhard utilitza una àmplia orquestra amb la participació d'una gran plantilla de percussió: 6 intèrprets amb 66 instruments que, per exemple, intervenen en l'últim episodi manifestant l'alegria de la població per la superació de la pesta a través de la imitació del so de les campanes i el renou de la ciutat. A més, l'orquestra inclou també un acordió cromàtic, que marca des de l'inici de l'obra clusters que defineixen l'àmbit sonor de la cantata.
Podeu trobar l'enumeració de tots els instruments orquestrals a la taula.

### Textura
Tot i la naturalesa extrema del llenguatge musical de Gerhard, en aquesta i en totes les seves últimes obres, La Pesta és excepcionalment fàcil de seguir: la narració explica la música, a la vegada que la música dona vida a cada detall narratiu i a la vasta dimensió emocional que desprèn la prosa aparentment "neutral".
A La Pesta Gerhard utilitza el narrador com un element musical més, fins al punt que gairebé forma part de la mateixa orquestra, tal com havia fet ja en la seva òpera La Dueña, on la música enmarca i recolza el text declamat o recitat. A més d'aquestes dues obres pròpies, la crítica considera l'obra del seu mestre i amic Arnold Schoenberg, Un supervivent a Varsòvia, com a predecessora de La Pesta, per la combinació entre paraula parlada i música en forma de melodrama; tot i que Gerhard hi afegeix una nova dimensió: un cor virtuós que desplega recursos extraordinaris, com ara el xiuxiueig, els gemecs, la paraula parlada a crits i els sorolls de multitud d'efecte dramàtic colpidor, especialment en el punt culminant de l'obra.
Pel que fa a la textura, La Pesta explota un ventall molt ampli de sonoritats, des dels usuals efectes orquestrals avançats fins a una gran quantitat de sons menys determinats com l’slap en cordes de contrabaix sobre el màstil, el rascar les cordes del piano amb una llima d’ungles i el xiuxiueig, crits, gemecs amb "glissando" o els passatges de xerrameca del cor.
Aquest tipus d’escriptura coral és només un aspecte del que ell descrivia com "l’acoblament de dos sistemes", un determinat en altura i ritme i l’altre indeterminat. El narrador pertany a aquest últim sistema, a l’igual que molts dels efectes que Gerhard escriu per a la corda i la percussió orquestrals, sovint amb certa vocació electrònica i/o descriptiva o aproximació semàntica a l'expressió dels pensaments i sentiments que inspiraren a Camus. Però aquests sistemes no estan en oposició: més aviat defineixen els extrems oposats de l'espectre sonor o continuum, amb moltes àrees de juxtaposició i estats intermedis. És sorprenent, per exemple, que l’ús tan radical del cor no exclogui l'escriptura vocal tradicional, que assoleix una intensitat notable, per exemple, quan canta “We know, it is the plague!”
| «                | Estilísticament, el meu objectiu ha estat identificar-me, tan com fos possible amb el particular estil cronístic del llibre. Camus aludeix a realitats contemporànies simbolitzades en successios ficticis, com faria un poeta: metafòricament. De manera similar, una imatge musical que pot haver començat, diguem, d'una forma objectiva o inclús amb trets descriptius, a vegades rep un gir metafòric que fa al·lusió a la realitat rere el símbol com -per a citar un simple exemple- quan el clímax de la invasió de les rates es transforma en una imatge sonora que podria recordar a l'avís d'un atac aeri. La tècnica musical de l'al·lusió és utilitzada constantment, algunes vegades a través d'una metamorfosi gradual, altres per un violent xoc d'imatges. | » |
| — Robert Gerhard | |   |

L’obra gairebé no té escriptura melòdica o temàtica tradicional més enllà d’alguns motius concrets i no és en cap cas folklòrica. Gerhard tenia clar que calia assegurar que la interpretació simbòlica de l’obra fos lliure de fronteres nacionals i temporals.

### Camp serial integral
La majoria d’elements de la partitura amb so determinat estan governats per una seqüència de dotze notes, formada per dos hexacords complementaris amb propietats interessants que suporten fortament el món sonor característic de l’obra. De fet, és a partir d’aquest parell d’hexacords que Gerhard segueix el seu model de camp serial integral per a definir tots els paràmetres musicals restants.

### Anàlisi musical en tres episodis
El drama està estructurat de forma clara i inevitable com una tragèdia grega. La música és contínua, però Gerhard la divideix en nou episodis que condensen la història de Camus i que, en termes d'estructura, s'organitzen en tres parts: 

#### Invasió
El tema inicial i motiu principal de l’obra el presenta l’acordió a través de clusters derivats del primer hexacord de la sèrie escollida. L’obertura es desenvolupa en un gran període fins al punt on la realitat de l'epidèmia cau sobre la població (tercer episodi). És en aquest punt on Gerhard emparenta la música incidental de L’Estrany amb La Pesta utilitzant el motiu melòdic que apareix quan el protagonista enceta el seu sofriment, com a translació simbòlica del patiment individual d’un exiliat a la seva pròpia pàtria per la incomprensió cap al patiment de tota una comunitat afectada per la pandèmia. L'escriptura coral en aquest punt i sobretot en episodis posteriors és magnífica. Va ser un factor sorprenentment ignorat a l'estrena, però té molt a veure amb l’humanisme apassionat de l’obra.

#### Estralls de la pesta
Les seccions 4-7 conformen un altre període, amb dos llargs moviments corals de gran bellesa intercalats entre fragments narratius. L’últim, que explica els funerals de les víctimes, marca el centre espiritual de l’obra en una calma i desolació desordenada de d’acords clúster en glissando. Cada una d’aquestes seccions és introduïda amb un bloc diferent de sonoritat: tom-toms i pizzicato en la secció 6, per exemple, i blocks de fusta i tecles del piano rascades en la secció 5.

#### Clímax i final
Les seccions 8 i 9 marquen una transició sobtada des de l’horror de l’agonia del noi cap a la satisfacció del final de l'epidèmia.El punt culminant espiritual i dramàtic, tot i que no el dinàmic, es troba en la penúltima secció, amb la llarga narració de "L’agonia del nen". Gerhard no volgué escriure una obra obertament religiosa, i la referència a la Crucificció que hi ha en aquesta part només serveix per intensificar el misteri del sofriment que no cessa i posar en evidència a un Déu que està absent de forma imperdonable. No obstant, és difícil no detectar aquí, en aquesta interacció entre narrador i cor, una referència llunyana a l’Evangelista i la congregació de les Passions de Bach. Certament, La Pesta és una espècie de Passió, la passió de la humanitat en mans d’unes forces que estaran sempre fora del seu control. De sobte però, el caràcter musical gairebé no canvia, perquè el narrador sap que la gent tampoc ho fa: “la plaga del bacillus mai mor”.
Així acaba la seva obra extraordinàriament expressiva. Tot i la major acceptació d’estils avantguardistes en el nostre món musical, molts encara semblen sobresospitosos de les tècniques fragmentades. La Pesta és més que una sèrie d’efectes sonors sostinguts pel diàleg, és convincentment un discurs musical justificat.

## Estrena

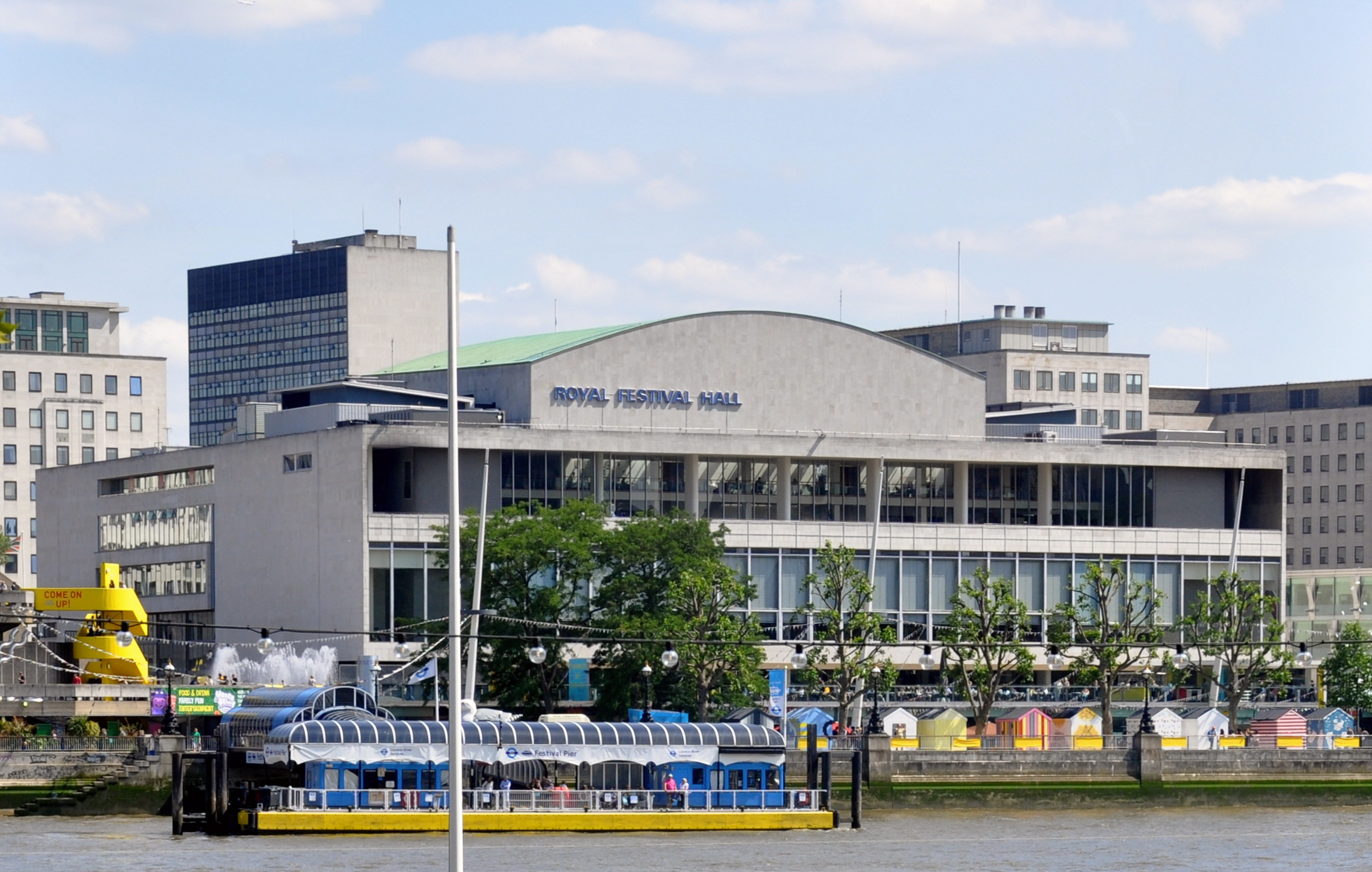
Panorama exterior del Royal Festival Hall el 2011

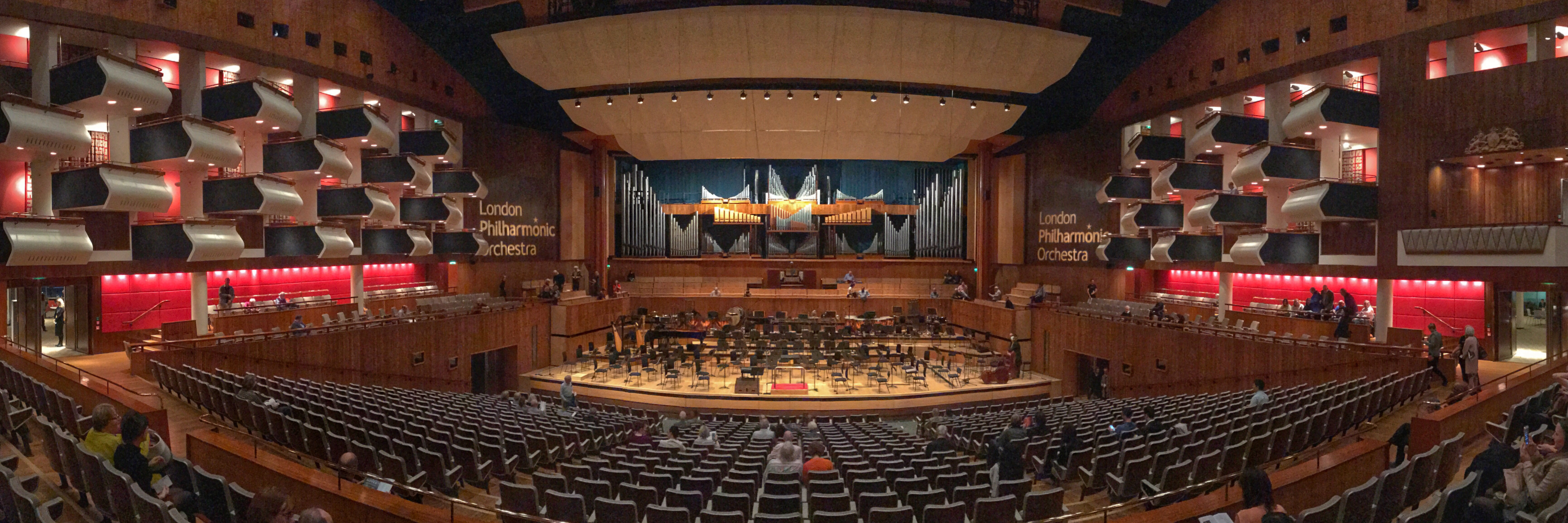
Panorama interior del Royal Festival Hall el 2017

La Pesta es va estrenar l'1 d'abril de 1964 al Royal Festival Hall (Londres). El deixeble i amic de Gerhard, Joaquim Homs, que va assistir a l'estrena juntament amb Ricard Gomis, Raimon Tort i Enric Gispert, la recorda amb una admiració profunda: 
| «              | L'impacte que provoca en el lector la narració de Camus queda magnificat musicalment en dos sentits. Per una banda, a causa de l'extraordinari relleu sonor que l'orquestra i el cor adquireixen en relació amb la veu impersonal del narrador; en segon lloc per l'intens efecte comunicatiu derivat de concentrar tot el dramatisme i la significació dels esdeveniments en un espai de temps reduit. | » |
| — Joaquim Homs | |   |

Arthur Payne, que també va assistir a l'estrena, comenta que d'entrada el públic va qüestionar si el melodrama era el format adequat per a un text amb tanta força literària. Per a Payne, el problema es reduïa a la decidir de si el text literari o la música era el factor artístic principal en l'obra.
| «              | Em sembla que la força de la visió del compositor en les seccions purament orquestrals i corals projecten la seva aura sobre els llargs fragments narratius. (…) En una primera escolta el pur interès del desenvolupament narratiu probablement animà una visió distorsionada de la seva importància artística. Unes quantes escoltes tanmateix convencen d’un valor musical general d’aquestes seccions (narratives), que s’esdevenen com un fil sobre els altres en el desenvolupament musical de l’obra. | » |
| — Arthur Payne | |   |

| «                | No es tracta en cap moment de música de fons en el sentit cinematogràfic de l'expressió que algun crític ha insinuat demostrant evident incomprensió musical, sinó, en tot cas, d'un verdader fons substancial en el sentit més profund de la paraula. | » |
| — Robert Gerhard | |   |

Un altre retorn de l'estrena recuperat de l'edició de la partitura, publicada el 31 de març de 1969 és el següent:
| «                 | ...una rica varietat d'imaginació i artesania...movent-se en el seu esclat d'imaginació musical, i la sostinguda i humanista alta mentalitat de la seva concepció. | » |
| — Daily Telegraph | |   |

## Altres interpretacions i enregistraments
A Catalunya, La Pesta s'estrenà al Palau de la Música Catalana els dies 26 i 27 de gener de 1980 com a commemoració del desè aniversari de la seva mort. La interpretà l'Orquestra Ciutat de Barcelona juntament amb la Coral Sant Jordi sota la direcció de Salvador Mas i amb Pau Garsaball com a narrador. Homs afirma que l'impacte de la música acompanyant el text va ser major degut a les dimensions considerablement menors de la sala respecte la Royal Hall Academy.
Una altra interpretació destacada és la que es va fer a sota la direcció d'Edmon Colomer amb la Joven Orquesta Nacional de España, el Cor Simfònic de la BBC i Michael Lonsdale com a narrador l'abril de 1996 a l'auditori del Palau de Congressos de Saragossa. Aquesta, a més, va ser enregistrada sota el segell d'Audivis.